# キャリー・フィッシャー
キャリー・フランシス・フィッシャー（英: Carrie Frances Fisher、1956年10月21日 - 2016年12月27日）は、アメリカ合衆国の女優、映画脚本家。カリフォルニア州のロサンゼルス近郊バーバンク生まれ、ビバリーヒルズ育ち。

## 来歴

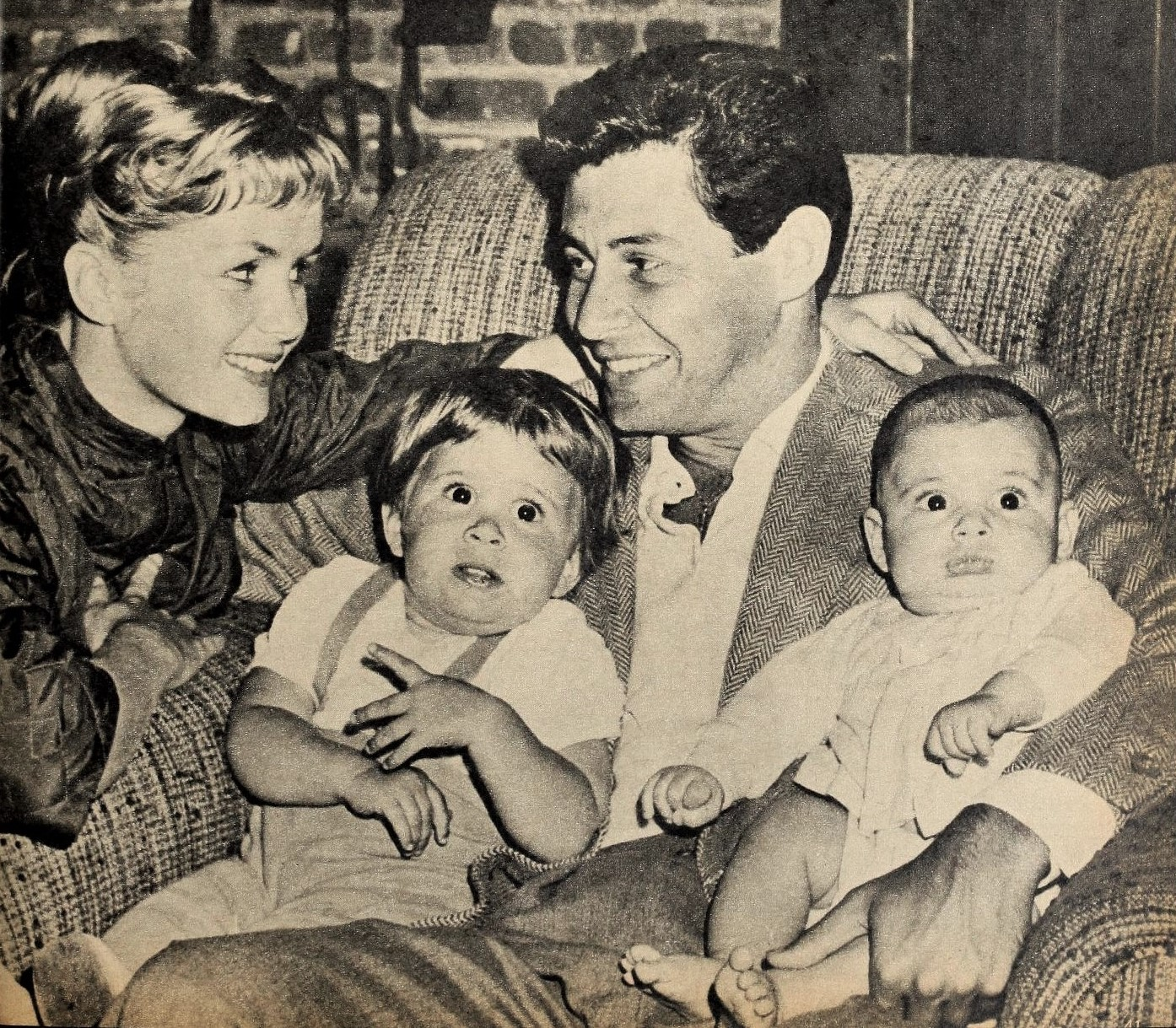
母デビー・レイノルズと父エディ・フィッシャー、左下が本人と弟トッド

父親は歌手のエディ・フィッシャー、母親は女優のデビー・レイノルズ。父方の祖父がロシア系ユダヤ人移民である。
1975年の映画「シャンプー」で、主演ウォーレン・ベイティーの相手役として映画デビュー。
最も知られている出演作は、レイア・オーガナを演じた『スター・ウォーズ・シリーズ』旧3部作（エピソード4-6）。
『スター・ウォーズ』第一作の公開後、ポール・サイモンと交際を始める。1980年、『ブルース・ブラザース』の撮影を通じて主役の一人であるダン・エイクロイドと親しくなり、一時は婚約まで交わすが、サイモンとよりを戻し1983年に結婚。1984年、サイモンと離婚。その後、1991年にブライアン・ラードと再婚し、娘であるビリー・ラードを出産したが1994年に離婚した。
女優業以外にも、映画のスクリプト・ドクター（脚本監修）や、グラミー賞授賞式の脚本家など、映画業界の裏方としても活躍している。
1987年に、母親との関係を描いた自伝「崖っぷちからのはがき」を発表しており、1990年には自らの脚本により『ハリウッドにくちづけ』として映画化され、シャーリー・マクレーンとメリル・ストリープが母娘を演じた。
2015年公開の『スター・ウォーズ/フォースの覚醒』では約30年ぶりにレイアを演じた（同作品では娘のビリー・ラードもカメオ出演している）。2016年12月公開の『ローグ・ワン/スター・ウォーズ・ストーリー』にもコンピューター・グラフィックスとアーカイブ映像を駆使して『エピソード4』出演当時の姿で登場している。

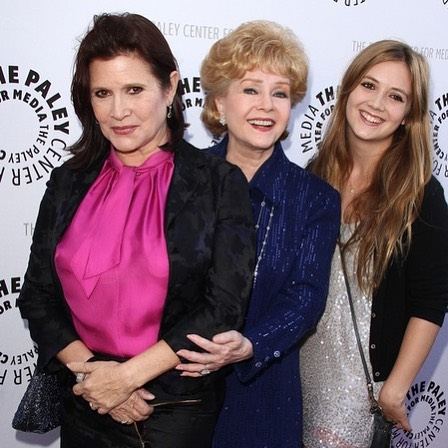
左から本人、母デビー・レイノルズ、娘ビリー・ラード

2016年にはデビーとキャリーを扱ったドキュメンタリー『Bright Lights: Starring Carrie Fisher and Debbie Reynolds』が第69回カンヌ国際映画祭で5月14日に上映され、2017年にはアメリカで1月7日にHBOで放送された。スター・チャンネルで放送された邦題は『キャリー・フィッシャー ～星になった母娘～』。配信タイトルは『ブライト・ライツ：キャリー・フィッシャーとデビー・レイノルズ主演』。

### 死去
2016年12月23日、ロンドンからロサンゼルスへ向かう飛行機内で心臓発作を起こし、到着したロサンゼルスの病院に緊急入院した。一時は一命を取り留め安定したと伝えられたが、12月27日、容態が急変し死去したと広報担当が明らかにした。60歳没。翌28日には母のデビー・レイノルズも死去した。
2017年6月19日、キャリー・フィッシャーの遺体を検視した結果、その体内からは大量のアルコールと共に、コカインやMDMAなどといった薬物が検出された。検視によると、発作までの3日間、コカインを摂取していたことが判明している。
死去前の2016年7月にレイア・オーガナ役として撮影を終えていた、2017年12月公開の『スター・ウォーズ/最後のジェダイ』（死去当時は副題未公表で『エピソード8』として報じられた）が遺作となった。
その死により、2019年公開のシリーズ最終作『スター・ウォーズ/スカイウォーカーの夜明け』におけるレイア・オーガナの処遇が注目されていたが、『フォースの覚醒』未使用シーンのカットを利用したアーカイブ出演で同作に登場することとなった。エンドロールではキャリーの名前が全キャストのトップに記されている。なお、同作では回想シーンで若きレイアの姿が描かれているが、撮影時には娘のビリー・ラードがレイアを演じ、CG合成によって若きキャリーの顔を再現している。

## エピソード
『スター・ウォーズ』のレイア姫にキャストされたのは、「有名人の娘で、他人に命令することに慣れている」のを、ジョージ・ルーカスが気に入ったためだった。なおレイア姫役のオーディションで候補として最後まで残っていたのは、彼女とジョディ・フォスターの2人であった。なお、撮影当時は妻子持ちであった主役の一人ともいえたハリソン・フォードと秘密の恋の関係であったと後に述べている。
『スター・ウォーズ』での成功後、その成功によるプレッシャーもあり、『ブルース・ブラザース』で共演し、友人であったジョン・ベルーシ、ダン・エイクロイドらとドラッグに溺れていた。のちに回復し、その体験を自伝『崖っぷちからのはがき』として著したが、これは『ハリウッドにくちづけ』として映画化されている。
『スクリーム3』に撮影所の資料室の管理人役で出演した。芸能リポーターと女優役の2人に「レイア姫に似ている」と言われるが、「違う」と言い、「レイア姫のテストを受けたが、合格したのはジョージ・ルーカス（監督）と寝た女」と答えている。

## 主な出演作品

### 映画
| 公開年 | 邦題 原題                                                                  | 役名                         | 備考                                             |
| ------ | -------------------------------------------------------------------------- | ---------------------------- | ------------------------------------------------ |
| 1975   | シャンプー Shampoo                                                         | ローナ                       |                                                  |
| 1977   | スター・ウォーズ/新たなる希望 Star Wars: Episode IV A New Hope             | レイア・オーガナ             |                                                  |
| 1978   | ポールとマニー・もうひとつの青春 Leave Yesterday Behind                    | マーニー・クラークソン       |                                                  |
| 1980   | スター・ウォーズ/帝国の逆襲 Star Wars: Episode V The Empire Strikes Back   | レイア・オーガナ             |                                                  |
| 1980   | ブルース・ブラザース The Blues Brothers                                    | 謎の女                       |                                                  |
| 1983   | スター・ウォーズ/ジェダイの帰還 Star Wars: Episode VI Return of the Jedi   | レイア・オーガナ             |                                                  |
| 1984   | ガルボトーク/夢のつづきは夢… Garbo Talks                                   | リサ・ロルフ                 |                                                  |
| 1986   | ハンナとその姉妹 Hannah and Her Sisters                                    | エイプリル                   |                                                  |
| 1988   | 死海殺人事件 Appointment With Death                                        | ナディーン・ボイントン       |                                                  |
| 1989   | メイフィールドの怪人たち The 'Burbs                                        | キャロル・ピーターソン       |                                                  |
| 1989   | 恋人たちの予感 When Harry Met Sally...                                     | マリー                       |                                                  |
| 1990   | ハリウッドにくちづけ Postcards from the Edge                               | N/A                          | 原作・脚本                                       |
| 1990   | マージョリーの告白 Sibling Rivalry                                         | アイリス・ターナー＝ハンター |                                                  |
| 1991   | ソープディッシュ Soapdish                                                  | ベッツィー・フェイ・シャロン |                                                  |
| 1992   | ディス・イズ・マイ・ライフ This Is My Life                                 | クラウディア・カーティス     |                                                  |
| 1997   | オースティン・パワーズ Austin Powers                                       | セラピスト                   |                                                  |
| 2000   | スクリーム3 Scream 3                                                       | ビアンカ                     |                                                  |
| 2001   | ハートブレイカー Heartbreakers                                             | サーピン                     |                                                  |
| 2001   | ジェイ&サイレント・ボブ 帝国への逆襲 Jay and Silent Bob: Strike Back       | 修道女                       |                                                  |
| 2003   | チャーリーズ・エンジェル フルスロットル Charlie's Angels: Full Throttle    | シスター                     |                                                  |
| 2003   | ワンダーランド Wonderland                                                  | サリー・ハンセン             |                                                  |
| 2007   | アメリカン・ホストクラブ Cougar Club                                       | グラディス教授               |                                                  |
| 2008   | 明日の私に着替えたら The Women                                             | ベイリー                     |                                                  |
| 2009   | ファンボーイズ Fanboys                                                     | 総合病院の女医               |                                                  |
| 2009   | スプラッター・ナイト 新・血塗られた女子寮 Sorority Row                     | クレンショー夫人             |                                                  |
| 2014   | マップ・トゥ・ザ・スターズ Maps to the Stars                               | 本人                         | カメオ出演                                       |
| 2015   | スター・ウォーズ/フォースの覚醒 Star Wars: The Force Awakens               | レイア・オーガナ             |                                                  |
| 2016   | ローグ・ワン/スター・ウォーズ・ストーリー Rogue One: A Star Wars Story     | レイア・オーガナ             | コンピューター・グラフィックスでのアーカイブ出演 |
| 2017   | スター・ウォーズ/最後のジェダイ Star Wars: The Last Jedi                   | レイア・オーガナ             | 遺作                                             |
| 2019   | スター・ウォーズ/スカイウォーカーの夜明け Star Wars: The Rise of Skywalker | レイア・オーガナ             | 未使用映像でのアーカイブ出演                     |

### テレビドラマ
| 公開年 | 邦題 原題                                                                          | 役名                   | 備考                   |
| ------ | ---------------------------------------------------------------------------------- | ---------------------- | ---------------------- |
| 1984   | フェアリーテール・シアター/「親指姫」 Faerie Tale Theatre: Thumbelina              | 親指姫                 | 1エピソード            |
| 2007   | Weeds ママの秘密 Weeds                                                             | セリアの弁護士         | 1エピソード            |
| 2007   | 30 ROCK/サーティー・ロック 30 Rock                                                 | ローズマリー・ハワード | 1エピソード            |
| 2008   | ロボット・チキン/スター・ウォーズ エピソード 2 Robot Chicken: Star Wars Episode II | レイア・オーガナ       | テレビアニメ、声の出演 |
| 2010   | アントラージュ★オレたちのハリウッド Entourage                                      | アンナ・ファウラー     | 1エピソード            |
| 2014   | ビッグバン★セオリー/ギークなボクらの恋愛法則 The Big Bang Theory                   | 本人                   | シーズン7 第14話       |

## 著書
- 『Postcards From The Edge』（1987年）- 映画『ハリウッドにくちづけ』の原作
- 『Surrender The Pink』（1991年）
- 『Hollywood Moms』（2001年）
- 『Delusions of Grandma』（2003年）
- 『The Best Awful There Is』（2004年）
- 『Wishful Drinking』（2008年）
- 『Shockaholic』（2011年）
- 『The Princess Diarist』（2016年）- 第60回グラミー賞 最優秀スポークン・ワード・アルバム（没後）